# Borgo Canicassè Casale
Il borgo Canicassè Casale, conosciuto anche come borgo Casale, è una frazione di 74 abitanti del comune di Caltanissetta. Ogni anno, il 19 marzo per la festa del santo patrono San Giuseppe, viene organizzata una messa nella chiesa della Sacra Famiglia e il 1º maggio la storica tavolata detta tavolata di San Giuseppe lavoratore. All'interno del borgo si trovano alcuni antichi edifici (tra cui il Baglio Lanzirotti) e un sito archeologico. La frazione è collegata a Caltanissetta tramite la SP 1 Caltanissetta-Delia.